# Revsholmen
Revsholmen is een klein onbewoond eiland in de Noorse Zee in de Noorse provincie Finnmark. Het ligt tussen de eilanden Rolvsøya en Sørøya.